# Gyda Hansen
Gyda Hansen (7. februar 1938 i København – 20. august 2010) var en dansk skuespillerinde.
Hendes karriere var meget koncentreret omkring lystspil og revyer, ikke mindst i Studenterrevyerne, hvor hun fik en lang række roller i slutningen af 1950'erne og begyndelsen af 1960'erne efterfulgt i en årrække af engagementer på mange teatre samt medvirken i en hel del spillefilm.

## Filmografi
- Et døgn uden løgn (1963) – Stuepige
- Støv for alle pengene (1963) – Kassedame
- Sommer i Tyrol (1964) – Lena
- Fem mand og Rosa (1964) – Frk. Åstrøm
- Flådens friske fyre (1965) – Karen
- Gys og gæve tanter (1966) – Elsa
- Søskende (1966) – Luderen
- Jeg er sgu min egen (1967) – Lily
- I den grønne skov (1968) – Syngepige
- Tænk på et tal (1969) – Kvinde i hvid kittel
- Familien Gyldenkål (1975) – Tøjekspedient
- Den korte sommer (1976) – Servitrice
- Skytten (1977) – Fotograf
- Krigernes børn (1979) – Bondekone
- Olsen-banden over alle bjerge (1981) – Rengøringskone
- Koks i kulissen (1983) – Bibliotekar
- Manden der ville være skyldig (1990) – Dame på kirkegård
- Carlo & Ester (1994) – Louise
- Fede tider (1996) – Købmandskone
- Pusher (1996) – Franks mor
- Over gaden under vandet (2009) – Sekretær

### Tv-serier
- En by i provinsen, afsnit 3 (1977) – Lilly Clausen
- Huset på Christianshavn, afsnit 83 (1977) – Frk. Andersen
- Matador, afsnit 3 (1978) – Rengøringskone
- Anthonsen, afsnit 5 (1984) – Bordelmutter
- Kirsebærhaven 89, afsnit 1-4 (1990)
- Ved stillebækken, afsnit 8, 10-15 (1999-2000) – Karen
- Lykke, afsnit 3 (2011) – Gammel dame

#### Julekalendere
- Alletiders julemand, afsnit 11 (1997) – Fru Kristoffersen